# U-20-Fußball-Afrikameisterschaft 2013/Qualifikation
Die Qualifikation zur U-20-Fußball-Afrikameisterschaft 2013 wurde ausgetragen, um die sieben Endrundenteilnehmer neben Gastgeber Algerien zu ermitteln. Die Spiele fanden zwischen dem 20. April und 7. Oktober 2012 statt.

## Modus
Die gemeldeten Mannschaften ermittelten in drei Qualifikationsrunden im K.-o.-System mit Hin- und Rückspielen die sieben Endrundenteilnehmer. Bei Torgleichheit entschied die Auswärtstorregel über das Weiterkommen. Herrschte hier ebenso Gleichstand, wurde ohne vorherige Verlängerung ein Elfmeterschießen durchgeführt.

## Vorrunde
Die Hinspiele wurden am 20. April, die Rückspiele am 6. Mai 2012 ausgetragen.
|                              | Gesamt |                              | Hinspiel | Rückspiel |
| ---------------------------- | ------ | ---------------------------- | -------- | --------- |
| Tunesien                     | 5:3    | Libyen                       | 3:2      | 2:1       |
| Marokko                      | 7:2    | Mauretanien                  | 5:0      | 2:2       |
| Uganda                       | 5:1    | Mosambik                     | 4:0      | 1:1       |
| Zentralafrikanische Republik | :      | Demokratische Republik Kongo | :        | :         |
| Tschad                       | 3:5    | Sierra Leone                 | 2:3      | 1:2       |
| Namibia                      | 1:4    | Ruanda                       | 0:2      | 1:2       |
| Niger                        | 6:1    | Liberia                      | 3:0      | 3:1       |
| Tansania                     | 4:3    | Sudan                        | 3:1      | 1:2       |
| Simbabwe                     | 5:1    | Botswana                     | 4:0      | 1:1       |

Zentralafrika zog seine Mannschaft zurück. Die übrigen Mannschaften hatten spielfrei.

## Erste Runde
Die Hinspiele wurden am 27. Juli, die Rückspiele zwischen am 12. August 2012 ausgetragen.
|                              | Gesamt      |                | Hinspiel | Rückspiel |
| ---------------------------- | ----------- | -------------- | -------- | --------- |
| Ägypten                      | 3:0         | Kenia          | 0:0      | 3:0       |
| Republik Kongo               | (a) 2:2 (a) | Südafrika      | 2:1      | 0:1       |
| Benin                        | 3:0         | Elfenbeinküste | 3:0      | 0:0       |
| Guinea                       | (a) 2:2 (a) | Burkina Faso   | 2:1      | 0:1       |
| Tunesien                     | 2:3         | Gabun          | 2:2      | 0:1       |
| Marokko                      | :           | Gambia         | 4:0      | :         |
| Uganda                       | 3:4         | Ghana          | 3:1      | 0:3       |
| Demokratische Republik Kongo | 3:0         | Mauritius      | 3:0      | 0:0       |
| Sierra Leone                 | 1:3         | Kamerun        | 1:1      | 0:2       |
| Ruanda                       | 2:4         | Mali           | 2:1      | 0:3       |
| Niger                        | 3:4         | Senegal        | 3:2      | 0:2       |
| Tansania                     | 1:4         | Nigeria        | 1:2      | 0:2       |
| Simbabwe                     | :           | Angola         | 0:1      | :         |
| Lesotho                      | :           | Sambia         | :        | :         |

Lesotho zog seine Mannschaft zurück, Simbabwe und Gambia traten zum Rückspiel nicht mehr an.

## Zweite Runde
Die Hinspiele wurden am 21. September, die Rückspiele am 7. Oktober 2012 ausgetragen.
|              | Gesamt |                              | Hinspiel | Rückspiel |
| ------------ | ------ | ---------------------------- | -------- | --------- |
| Ägypten      | 2:1    | Angola                       | 2:1      | 0:0       |
| Südafrika    | 2:4    | Nigeria                      | 1:1      | 1:3       |
| Benin        | 4:1    | Senegal                      | 3:1      | 1:0       |
| Burkina Faso | 2:4    | Gabun                        | 2:2      | 0:2       |
| Ghana        | 5:4    | Marokko                      | 4:1      | 1:3       |
| Kamerun      | 3:4    | Demokratische Republik Kongo | 2:0      | 1:4       |
| Sambia       | 2:5    | Mali                         | 2:2      | 0:3       |

## Ergebnis
Ägypten, Nigeria, Benin, Gabun, Ghana, die Demokratische Republik Kongo und Mali qualifizierten sich für die Endrunde.